# المهدي بوكيو
المهدي بوكيو معتقل سياسي سابق مغربي، ويعتبر أصغر معتقل سياسي أثناء اعتقاله وتواجده في الإصلاحية السجن. ولد بتاريخ 17 فبراير 1991 بالقنيطرة (المغرب).

## لحظات الاختطاف
حدث ذلك في شهر فبراير من عام 2010، عندما خرج المهدي رفقة والده وشقيقته ذات صباح بارد، وفي وسط مدينة الرباط افترق الثلاثة كل نحو وجهته اليومية المعتادة، الوالد نحو عمله والمهدي وشقيقته نحو دراستهما. ويتذكر المهدي أنه عندما وقف بمحطة الحافلة التي ستقله إلى الجامعة التي يتابع بها دراسته القانونية، تقدم منه شخص ملامحه كانن مألوفة بالنسبة إليه، فقد سبق له أن صادف هذا الشخص داخل الحرم الجامعي، وقدم له نفسه بأنه طالب موظف. وبعد أن تصافح معه اقترح على المهدي أن يرافقه في سيارة خاصة لأحد أصدقائه لتفادي التأخر وزحمة الحافلة، لكن المهدي رفض دعوته بخجل، وعندما بدأ “الزميل الغريب” يلح، تشبث المهدي برفضه، لكن دائما بخجل. وفجأة وقفت سيارة زرقاء، كان بداخلها رجلان، أحدهما خلف المقود والثاني في الكرسي الخلفي للسيارة. وفي لحظة ما وجد المهدي “زميل دراسته” يدفعه بقوة داخل السيارة التي فتح بابها الخلفي وقام الراكب في الكرسي الخلفي بإشهار مسدس كان يخفيه تحت سترته، ووضعه عند صدغ المهدي لإخافته، بينما هوى “زميل الدراسة” بكل ثقله على المهدي وهو يضع سترته على رأسه ويدفع به إلى أرض السيارة خلف الكرسيين الأمامين لكثم صوت صراخه.
شعر المهدي بالاختناق ولم يستطع أن يدرك الوضع الذي وجد فيه نفسه. وبعد مسيرة قدرها المهدي بنحو عشر دقائق، توقفت السيارة وأنزل منها المهدي الذي أجبر أن يسير على ركبتيه على أرضية تشبه أرضية الطريق المرصفة بالزفت، وبينما هو “يحبو” فوق تلك الأرضية المؤلمة هوى أحدهم بحذائه الثقيل على ظهره، مما آلمه كثيرا ودفعه إلى البكاء من تحت السترة التي لم تفارق رأسه

## مراحل التعذيب
أدخل المهدي إلى مكان بارد وضيق، وتم نزع ملابسه عنه بما فيها تلك الداخلية، بعد أن تم تعصيب عينيه. وخضع لتفتيش دقيق لم تسلم منه حتى أسنانه وشعره والأجزاء الحساسة من جسمه. بعد ذلك سيخضع لطواف مرهق، ما بين ممرين أحدهما بارد والآخر ساخن بفعل التكييف. ولمدة ساعة ونصف ظل أحدهم يلبس لباسا غليظا، حسب تقدير المهدي، وذلك من خلال الأصوات التي كان يحدثها احتكاك أعضاء جسمه عندما كان يقود المهدي في طوافه الماراطوني مما سبب له الاختناق والتعب. فكان جسده يتصبب عرقا، وفي نفس الوقت يرتعش من شدة البرد، بينما اجتاحته نوبة سعال أحس معها بأنه سيقذف رأيته خارج جسده الصغير والمنهك.
وبعد مرور ساعة ونصف من هذا “التمرين” المؤلم، أدخل إلى إحدى القاعات، وكل مبتغاه هو أن يسمح له بالجلوس لأخذ قسط من الراحة. فترك في غرفة مظلمة حتى جاء شخص عرف المهدي من خلال أصوات “فلاشات” الكاميرا أنه كان يقوم بتصويره من عدة زوايا. وبعد ذلك بدأت مرحلة الاستنطاق، التي شملت أدق التفاصيل منذ ولادة المهدي، ولم تستثني حتى أفلامه وموسيقاه المفضلة. وحتى تلك اللحظة لم يعرف المهدي أين كان يوجد ولا مع من يوجد. وأول ما تبادر إلى ذهنه، هو أنه وقع ضحية عصابة من تلك العصابات التي كان يشاهدها في الأفلام، التي تقوم باختطاف الأشخاص وتسرق أعضائهم لبيعها في السوق السوداء. لذلك كان تركيز المهدي كله منصب على الطريقة التي ستقتله بها العصابة. فيتخيل أنهم ربما سيقومون بحقنه بمادة مخدرة قبل تقطيع أطراف جسده، كما كان يتوقع أن يهوي أحدهم بآلة صلبة على رأسه حتى تفقده وعيه فيقومون بتمزيق أعضائه
وفي لحظة انفجر المهدي باكيا، وفي براءة قال لمختطفيه لتخويفهم، إن والدته لن تسكت إذا ما تم إيذاءه وأنها ستبلغ الشرطة التي ستقوم بإلقاء القبض عليهم. وربما أعجبت الفكرة أحد المختطفين فقال للمهدي إنهم عصابة دولية لها نفوذ كبير في العالم، وأنه سيمكث عندهم حتى ينفذ ما لم يقم به الذي سبقه إلى هذا المكان، دون أن يقدموا له تفاصيل أخرى.
مكث المهدي يعاني من ضيق التنفس، رغم أن الطبيب نصح جلاديه بأن يوضع في مكان يتعرض لأشعة الشمس ويخضع للتهوية النظيفة، حتى فجر ذات صباح بارد وممطر، عندما استيقظ على جلبة في مكان اعتقاله، الذي عرف فيما بعد أنها “كوميسارية المعاريف”. فجاء أحدهم ونهره بقوة وهو يحثه على الصعود إلى الطابق الأرضي، فوجد أحد المحققين وهو في حالة عصبية ينفث دخان سيجاراته التي كان يدخنها بشراهة، فأمره بعصبية أن يوقع على محضر التحقيق معه، بعد أن أخفى عنه رزمة الأوراق المائة التي حملت “تصريحاته”. فقام المهدي بالتوقيع عليها، وهو مكبل اليدين، والقلم يرتعد بين يديه المرتعشتان من شدة البرد والخوف، واغتنم المهدي لحظة رفع العصابة عن عينيه، ليلقى نظر على عقارب الساعة في يد المحقق الذي كان يضع يده الأخرى فوق رأسه حتى لا يرفع عينيه إلى فوق فيرى وجهه، فكانت الساعة تشير إلى الرابعة والنصف صباحا.

## المحاكمة
بعدها نقل المهدي إلى إصلاحية مدينة سلا بما أنه كان ما زال قاصرا. وأمام المحكمة فقط سيكتشف المهدي أنه متهم بتهم ثقيلة، بعدما نسب إليه أنه عضو في خلية إرهابية من 6 عناصر بينهم فتاة، وأنه هو من كان يقوم بتطوير صاروخ من نوع “القسام”، من أجل تنفيذ مخططات إرهابية، وكل الأدلة التي كانت تدين المهدي هو زيارته لأحد المواقع الإلكترونية الذي ليس له علاقة بالإرهاب حسب الخبير القضائي والدفاع). لكن المهدي يقول إن المحققين طيلة مدة اعتقاله التعسفي لم يسألوه قط عن مثل هذه الأمور التي أصبح متابعا بها.
و من بين التهم التي توبع بها: 
1 - التخطيط للهجوم على قاعدة جوية وسلب خزائنها.
2 - السطو المسلح على الأبناك والخمارات (دون تحديدها في المحاضر).
3 - الإتصال بمنظمات دولية محضورة (القاعدة وحزب الله وحماس وجبهة الشعبية ,,,,,).
4 - إنشاء معسكر حربي.
5 - التخطيط لخطف أجانب وسفراء.
6 - التخطيط لاغتيال شخصيات (سياسية وعسكرية) نافذة في النظام. 
7 - تطوير صاروخ القسام من مدى 15 كلم إلى 70 لكلم.
8 - صنع متفجرات من نوع C4
وغيرها من التهم.
وقد مرت المحاكمة على مراحل منها التحقيق وقد باشر قاضي التحقيق شنتوف في هذه القضية وقد أكد التهم بتبريرها أن المهدي ومجموعته خطر على النظام العام.